# Mingshi
Mingshi  (traditionell kinesiska: 明史, förenklad kinesiska: 明史, pinyin: Míng Shǐ) är det allra sista av de så kallade 24 historieverken. Det är en officiell historiekrönika över Mingdynastin mellan 1368  och 1644, färdigställd år 1739. Arbetet leddes av Zhang Tingyu.
Verket sträcker sig över 332 bokrullar. Det baseras på officiella dokument, inte minst ett ofullbordat samlingsverk med historiska beskrivningar från 1720-talet.

## Beskrivningar av utlandet
I Mingshi beskrivs ett stort antal främmande länder, folk och stadsstater som Kina haft kontakt med genom århundradena, däribland:
- Ostasien
  - kungariket Khotan (i nuvarande Xinjiang)
  - Kumul, Turfan och Gaochang (i nuvarande Xinjiang)
  - kungariket Champa
  - Annam (Vietnam)
  - kungariket Ryukyu
  - Tibet
  - Korea
  - Japan
  - Wei[förtydliga]
  - Oiratstammarna (i Mongoliet)
- Sydostasien
  - Luzon (i nuvarande Filippinerna)
  - Moluckerna
  - Johor, Kelantan, Malacka, Terengganu och Pahang (i nuvarande Malaysia)
  - Sumatra
  - Chenlariket (i nuvarande  Kambodja)
  - Thailand
  - Java
  - Shrivijaya
- Sydasien
  - Bengalen
  - Sri Lanka
  - Calicut (Kerala)
- Centralasien
  - Samarkand
  - Buchara
  - Tatarerna
- Mellanöstern
  - Mecka
  - Herat
  - Aden (Sydjemen)
- Östafrika
  - Malindi (i nuvarande Kenya)
  - Mogadishu
- Europa
  - Holland